# Лугхая
Лугхая — місто на північному заході провінції Аудаль, Сомалі.

## Географія
Місто розташовано за 200 км на північ від Бербери та за 50 км на південь від столиці й головного порту сусідньої країни Джибуті.